# HD 137496
HD 137496 — одиночная звезда в созвездии Весов на расстоянии приблизительно 509 световых лет (около 156 парсек) от Солнца. Видимая звёздная величина звезды — +9,996m. Возраст звезды оценивается как около 8,3 млрд лет.
Вокруг звезды обращается, как минимум, две планеты.

## Характеристики
HD 137496 — жёлтая звезда спектрального класса G5, или G5-6V. Масса — около 1,035 солнечной, радиус — около 1,587 солнечного, светимость — около 2,291 солнечной. Эффективная температура — около 5739 К.

## Планетная система
В 2021 году группой астрономов, ведущих наблюдения в рамках программы миссии «Второй свет (K2)» и использующих данные спектрографов HARPS и CORALIE, были открыты планеты HD 137496 b и HD 137496 c.